# Intibucá
Intibucá é um departamento em Honduras.
Suas principais cidades são: Intibucá, Jesus de Otoro e La Esperanza.
Municípios
1. Camasca
2. Colomoncagua
3. Concepción
4. Dolores
5. Intibucá
6. Jesus de Otoro
7. La Esperanza
8. Magdalena
9. Masaguara
10. San Antonio
11. San Francisco de Opalaca
12. San Isidro
13. San Juan
14. San Marcos de la Sierra
15. San Miguelito
16. Santa Lucía
17. Yamaranguila